# Masada de l'Alto
La Masada de l'Alto és una obra de Santa Bàrbara (Montsià) inclosa a l'Inventari del Patrimoni Arquitectònic de Catalunya.

## Descripció
És un edifici de planta rectangular, de planta baixa i un pis, dividit en dos habitatges. La casa de la dreta té dos balcons i porta de pedra, amb un emparrat i un pou al davant. És de fàbrica de maçoneria ordinària, arrebossada i emblanquinada a la façana.
Té tres parts diferenciades: l'habitatge, el molí i les paridores. L'antic molí d'oli era de "giny", del qual conserva la "torre del giny", al costat de la gran llar de campana característica d'aquest tipus de construccions, que servia per a escalfar l'oli acabat de premsar. El pis superior del molí servia per a assecar les olives. La coberta és de teula a dues aigües, amb un petit ràfec esglaonat, de rajola. Aquestes masades responien a la necessitat colonitzadora i al tipus d'explotació agrària de secà, amb molí a la planta baixa com a element principal.

## Història
Les antigues masades que encara es conserven estan lligades al primer poblament de l'actual terme municipal per la gent de Tortosa a partir del 1745, els quals iniciaren una agricultura de secà, d'oliva i vinya. Aquesta és la masada més important, pel valor històric, ja que fou el primer ajuntament del municipi, el 1822, on se celebrà la primera sessió del consistori i on quedà establert de forma provisional.
El propietari conserva fotografies dels seus avantpassats i estris del molí, com un graduador, mig cante (8 l), un cadap, una mitja, un tupí, un doble decalitre (barcella), una griva, per a triar el blat, una capassa i un cante de 18 l.